# 616

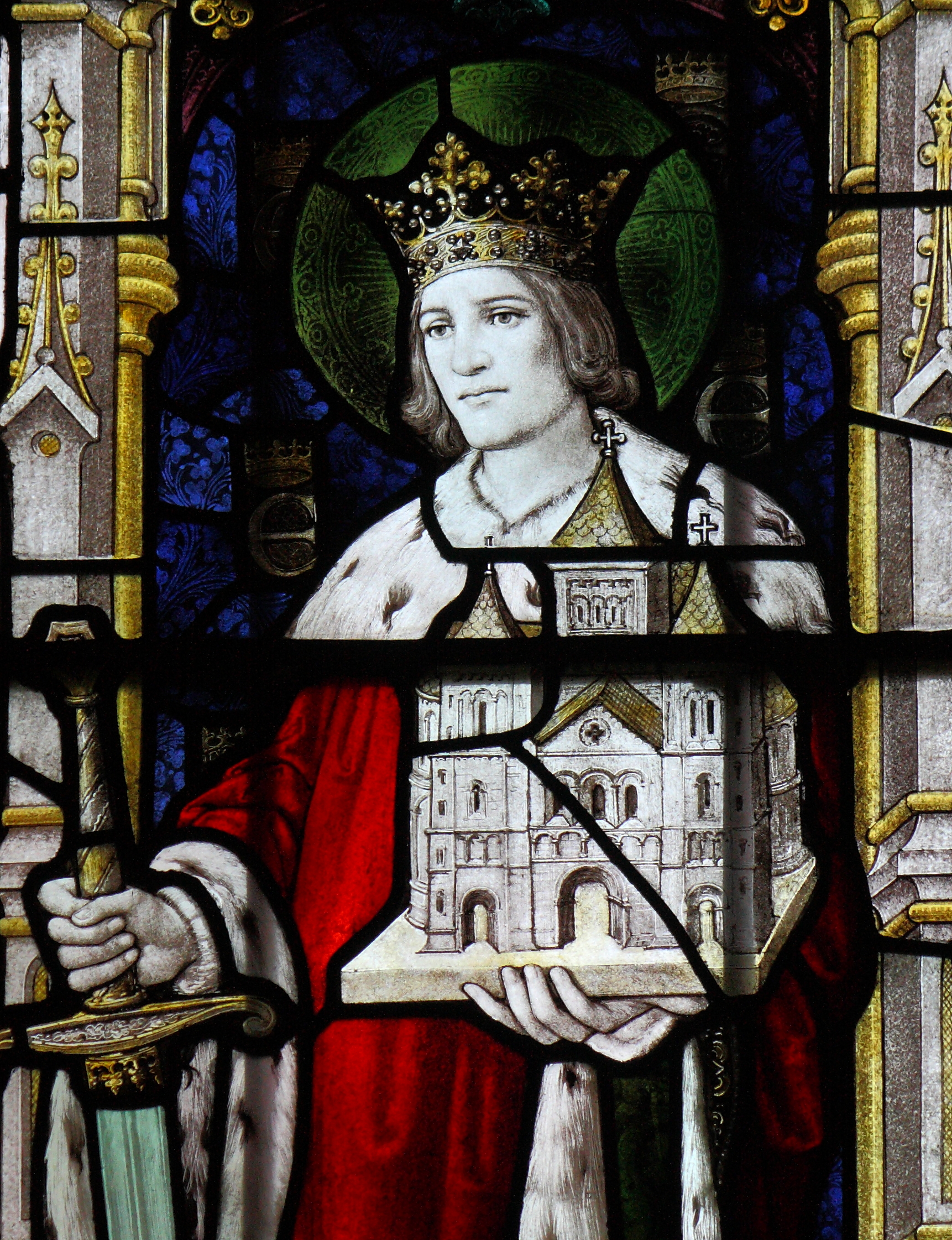
Koning Edwin van Northumbria (r. 616-632)

Het jaar 616 is het 16e jaar in de 7e eeuw volgens de christelijke jaartelling.

## Gebeurtenissen

### Brittannië
- Koning Rædwald van East Anglia verovert Northumbria (Noord-Engeland). Hij verslaat zijn rivaal koning Aethelfrith die in een veldslag sneuvelt. Diens zoon Eanfrith (troonopvolger) vlucht met zijn familie naar het noorden in Gododdin (huidige Schotland). Zijn broers Oswald (12 jaar) en Oswiu (4 jaar) worden verbannen naar Dalriada waar ze zich in een klooster op het eiland Iona bekeren tot het christendom.
- Edwin (r. 616-632) wordt geïnstalleerd als koning (bretwalda) van Northumbria. Zijn regeringsperiode markeert de overheersing van Northumbria als toonaangevende macht van de Britse Eilanden. Edwin voert een strafexpeditie tegen Elmet (Yorkshire) en lijft het gebied in bij zijn Angelsaksische rijk.
- 24 februari - Koning Ethelbert van Kent overlijdt na een regeringsperiode van 26 jaar en wordt opgevolgd door zijn zoon Eadbald. Hij breekt met het christendom en trouwt zijn stiefmoeder volgens een oude traditie.

### Europa
- Koning Sisebut verplicht de joden in het Visigotische Rijk zich te bekeren tot het christendom. Hij herovert de exclave van Ceuta (Noord-Afrika).
- De 14-jarige Adoald (r. 616-625) volgt zijn vader Agilulf op als koning van de Longobarden onder het regentschap van zijn moeder Theodelinde.

### Azië
- Isanavarman I (r. 616-635) volgt Mahendravarman I op als koning van Chenla (Cambodja).

## Geboren
- Leodegarius, Frankisch abt en bisschop (waarschijnlijke datum)

## Overleden
- 24 februari - Ethelbert, koning van Kent (waarschijnlijke datum)
- Aethelfrith, koning van Northumbria
- Agilulf, koning van de Longobarden
- Johannes de Aalmoezenier (66), patriarch van Alexandrië